# Jane Martin
Pour les articles homonymes, voir Martin.
Jane Martin, née en 1972, est une joueuse professionnelle de squash représentant l'Angleterre. Elle atteint le 9e rang mondial en décembre 1995, son meilleur classement. À la suite de sa retraite sportive, elle est entraîneur de squash au Bridge of Allan Sports Club et désignée entraîneur de l'année en 2008.

## Palmarès

### Titres
- Championnat d'Europe par équipes : 3 titres (1996-1998)

### Finales
- Championnats du monde par équipes : 2000